# Pablo Donoso
Pablo Donoso Prado (Santiago de Chile, Chile, 4 de diciembre de 1984) es un piloto chileno de carreras de automovilismo. Corrió en categorías como las World Series by Nissan y las Indy Lights. Hizo un rookie test para la IndyCar Series en febrero de 2008.

## Reseña deportiva
En 1994 se inicia en el automovilismo, específicamente en la disciplina del karting apoyado por sus padres. 
Desde aquel año y hasta 1999, corre en karting tanto en Chile como en Argentina, obteniendo un total de 18 victorias tanto en Argentina como Chile, 32 podios, dos subcampeonatos y campeón en 1996 en los 2 campeonatos disputados en la categoría infantil.

## Desarrollo en Argentina
Luego se queda definitivamente en Argentina participando en la Fórmula Renault hasta el año 2002. Fue catalogado un piloto extranjero de "excepción", debido al gran talento vertido y sobre todo por la agresividad mostrada en la pista, que a su vez le valió tener algunos problemas especialmente por venir de un país extranjero, sumado a su temperamento.
El 2002 se convirtió en el segundo piloto chileno en ganar una carrera en Argentina, luego de Eliseo Salazar que lo hiciera en 1978 en Fórmula 4. Ese año, su buen rendimiento lo llevó a pelear el campeonato con el argentino Juan Cruz Álvarez hasta la última fecha, donde finalmente quedó subcampeón de Rafael Morgersten. También, participó en la Fórmula BMW Junior en Europa recolectando 4 victorias, 2 poles-position y 4 podiums Y un tercer lugar final en el Campeonato. Igualó una nueva marca del chileno Salazar al ser el primero en ganar una carrera en aquel continente desde 1980 (Fórmula 1 Británica).

## Europa
En el año 2003, Donoso participa en la World Series Light by Nissan a tiempo completo apoyado por la compañía cervecera Cristal y apoyado por su mánager de aquel entonces, el expiloto chileno Cristián Mackenna. Consiguió una victoria en el circuito de EuroSpeedway Lausitz con el equipo Vergani Racing. El año 2004, da el paso hacia la World Series by Nissan, una de las categorías antesalas a la Fórmula 1 donde compartió equipo con Enrique Bernoldi, expiloto de la máxima categoría. Tuvo un opaco rendimiento y debió salir a fines de año por falta de financiamiento.

## Rumbo a Estados Unidos
Aquel 2004, terminó su vínculo con Mackenna y se alió con Eliseo Salazar, para redirigir sus rumbos deportivos hacia Estados Unidos. En la premisa de correr en categorías que fueran iguales en preparación de autos y de bajos costes, se integra a la Star Mazda Series el 2005.
Allí se dio a conocer en el ambiente participando con el equipo Andersen Walko Racing, y compitiendo contra pilotos como Marco Andretti, Graham Rahal, Johnattan Klein, Raphael Matos.
Ganó la fecha de Infineon Raceway desde la pole-position, lo que fuera su única victoria del año, más otros podios. En dicha pista marcó el récord de la vuelta más rápida, que continuaba hasta el 2011.
En una decisión criticada en su país natal Chile, se pasa a la USAC Silver Crown el 2006, la categoría de monoplazas más antigua y legendaria de Estados Unidos. Según consta en reportes de la época, esta serie se convertiría en la soporte de categorías mayores como NASCAR e IndyCar Series. Esto animó a Donoso y Salazar para dar este paso, sumado a los constantes problemas de financiamiento y evaluaciones diversas (versus Indy Lights o Fórmula Atlantic), sería la opción más económica para seguir adelante.

## Era USAC
Con autos tubulares de nueva generación para competir en óvalos de mayores velocidades, Donoso se integra al equipo Vance Racing, propiedad del americano Johnny Vance. Las primeras fechas de 2006 pudo mostrar sus capacidades, pero debido a numerosos problemas mecánicos debió abandonar o terminar atrás. Las críticas en su país aumentaban, mientras -paradójicamente- especialistas americanos, lo alababan debido a las condiciones innatas para controlar la potencia de los nuevos tipos de auto.
El equipo de IndyCar Hemelgarn Racing se fijó en él para ingresar a USAC Silver Crown y en las dos últimas carreras, fue el piloto revelación de la categoría terminando 2° dos veces (Iowa y Kansas).
Al año siguiente pasa al equipo del Americano A.J. Foyt.   Logrando desde la primera fecha un segundo lugar.  Así suma varios podios más todos segundos lugares. (Darlington-Loudon-I.R.P Indianápolis Raceway Park-Homestead Miami-Kansas) Siendo el piloto de que más puntos sumaría en las carreras de asfalto de la silver Crown durante el año 2007.

## Indy Lights
El objetivo de acercarse a las series mayores les dio la razón a la elección de optar por el camino de la USAC. El año 2007, Donoso se incorporó a las filas del legendario piloto A.J. Foyt que vio talento en el joven chileno para incorporarlo a su escudería de Silver Crown junto al estadounidense Tracy Hines. 
A fines de febrero de 2008, Pablo Donoso fue considerado para participar en un Rookie Test en el circuito de Homestead, convirtiéndose en uno de los pilotos que participaría en la temporada 2008 de la Indy Car. Mientras tanto, firmó por cuatro carreras con el equipo SWE Racing, para las primeras cuatro carreras de la IndyLights. Donoso continuó en la IndyLights con el Team Moore Racing desde la Freedom 100 en Indianápolis. Después de esta carrera ganó su primera pole en el óvalo de Milwaukee.
Donoso marcó su primer podio en la categoría en la segunda carrera de Mid Ohio, donde terminó tercero en una carrera ganada por James Davison. Sin embargo, se separó del Team Moore después de la carrera y entró en el auto #3 de Brian Stewart Racing donde siguió su carrera. Volvió al Team Moore para las siguientes carreras en Infienon Raceway y donde ganó su primera carrera en la serie en la segunda carrera partiendo de la pole debido a una inversión en la grilla de la primera carrera.
Donoso siguió con Brian Stewart en la temporada 2009. Sin embargo, después de Kansas se cambió a Genoa Racing para la Freedom 100 y el Team PBIR para la carrera de Milwaukee. Manejó en un tercer equipo RLR-Andersen Racing en Iowa Speedway y continuó con ellos en condiciones part-time hasta la carrera de agosto en Kentucky Speedway, donde fue su última salida en la serie.